# Crisobalanàcies
Chrysobalanaceae és una família de plantes amb flors que són arbres i arbusts amb 18 gèneres i unes 525 espècies que creixen a la zona tropical i subtropical essent comunes a Amèrica. Algunes espècies tenen sílice que dona rigidesa a les seves cèl·lules i altres tenen idioblasts esclerenquimàtics. El seu fruit és comestible, en algunes espècies i es coneix com a pruna coco.